# بنجامين بارك
بنيامين بارك (بالإنجليزية: Benjamin Parke)‏ (و. 1777 – 1835 م) هو محام، وقاض من الولايات المتحدة الأمريكية ولد في نيو جيرسي.